# Сербська Автономна Область Книнська Країна
Сербська Автономна Область Книнська Країна (серб. Српска аутономна област Книнска крајина, хорв. Srpska autonomna oblast Kninska krajina) або САО Книнська Країна — проголошена сербами автономна область у СР Хорватії. Створена 1990 року і згодом перетворена на САО Країна та включена в Республіку Сербська Країна.
Після багатопартійних виборів в Хорватії 1990 р. етнічна напруженість зросла до такого ступеня, що серби очікували, що Франьо Туджман планує покинути Югославію. У серпні вони створили автономний район навколо міста Книн під назвою «САО Книнська Країна», яку в жовтні 1990 р. було перетворено на САО Країна.